# Ahmed Ghanem
Ahmed Ghanem Soltan (tiếng Ả Rập: أحمد غانم سلطان) (sinh ngày 8 tháng 4 năm 1986 ở Giza) là một cầu thủ bóng đá người Ai Cập hiện tại thi đấu cho đội bóng tại Giải bóng đá ngoại hạng Ai Cập El Gouna. Anh là sản phẩm của học viện trẻ Zamalek SC; bố anh, Ghanem Soltan cũng là sản phẩm của học viện trẻ Zamalek.
Ahmed sau khoảng thời gian ngắn ở Ba Lan, khi anh vô địch Ekstraklasa cùng với Legia Warszawa. Anh được biết đến với tốc độ và khả năng phỏng thủ lẫn tấn công ở cánh phải.

## Sự nghiệp quốc tế
Ghanem đại diện Ai Cập ở tất cả các cấp độ trẻ, đáng chú ý là U-20, bao gồm Giải vô địch bóng đá trẻ thế giới 2005.

## Danh hiệu

### Cùng vớiLegia Warszawa
- Ekstraklasa (2006)

### Cùng với Zamalek
- Cúp bóng đá Ai Cập (2008)